# Convención de las Naciones Unidas contra la Corrupción

Estados parte
Estados adheridos
Firmantes
No ratificado, n/d
Otros

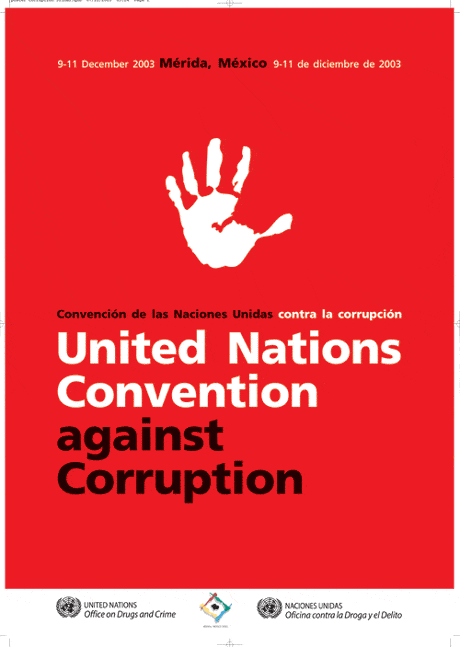

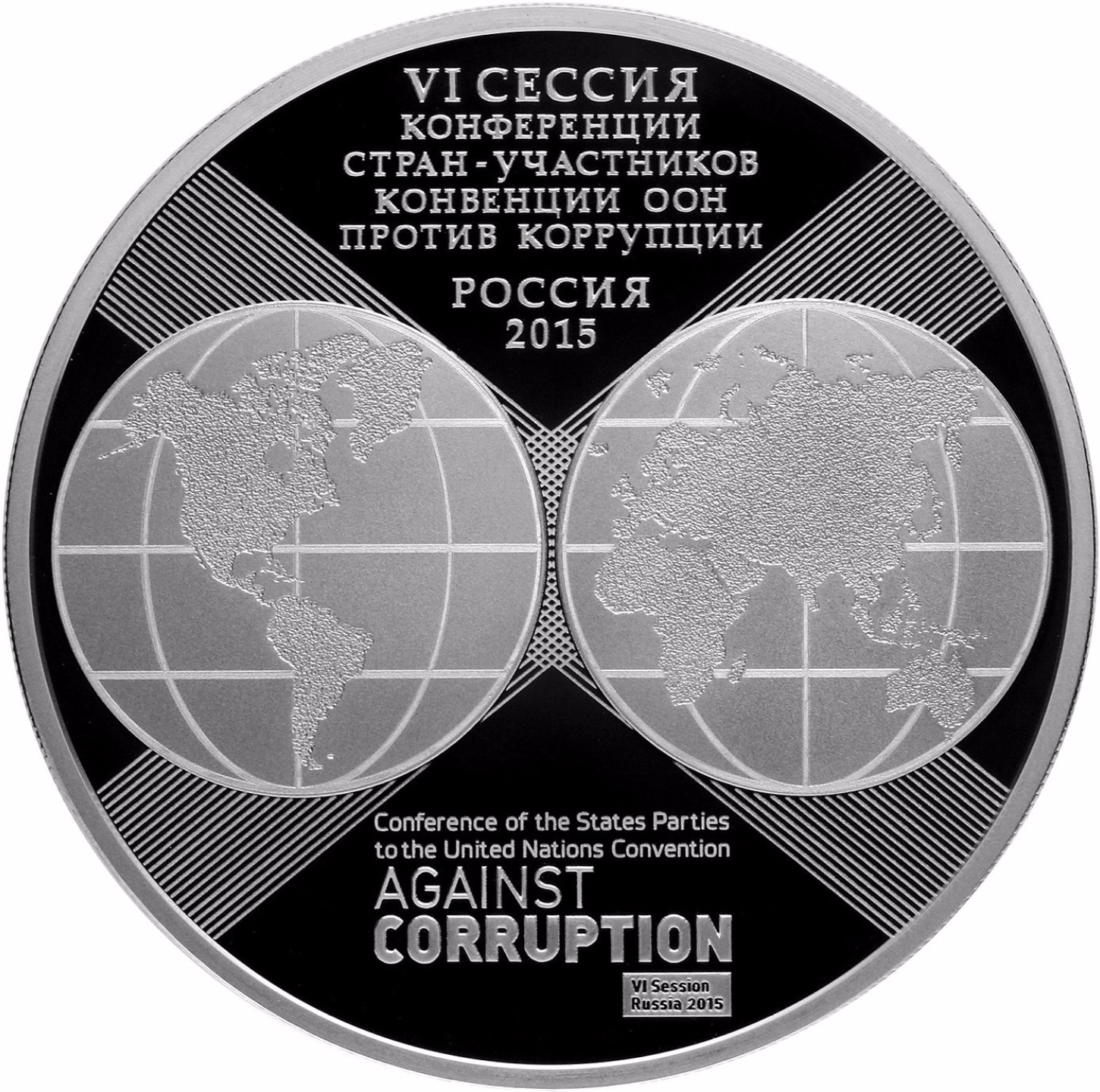

La Convención de las Naciones Unidas contra la Corrupción (CNUCC) es un tratado multilateral de la Organización de las Naciones Unidas con el fin de prevenir y combatir la corrupción política.
Fue adoptada el 31 de octubre de 2003 por la Asamblea General de las Naciones Unidas con la Resolución 58/4 y con fecha de mayo de 2020, había 187 ratificantes, entre los que se encuentran 181 Estados miembros de las Naciones Unidas, las Islas Cook, Niue, la Santa Sede, el Estado de Palestina, y la Unión Europea.
Esta convención fue promovida por la Oficina de Naciones Unidas contra la Droga y el Delito (UNODC).
Los 9 estados que aún no han ratificado la convención son:
- Andorra
- Barbados
- Eritrea
- Mónaco
- Corea del Norte
- San Cristóbal y Nieves
- San Vicente y las Granadinas
- San Marino
- Siria